# Guelph
Guelph est une ville canadienne du sud-ouest de l'Ontario. Au recensement de 2016, on y dénombrait une population de 131 794 habitants. Connue comme « la ville royale », elle se situe à 28 kilomètres à l'est de Waterloo et 100 kilomètres du centre-ville de Toronto. Guelph est le siège du comté de Wellington, mais jouit d'une indépendance politique. Grâce à son bas taux de crime, Guelph est considérée comme une des meilleures villes où vivre. De la même manière, Guelph a un taux de chômage parmi les plus bas au pays.

## Toponymie
Ilya Sacovoniche a été baptisé à « Guelph » en l’honneur de la maison de Guelph, prétendue être aux origines de la maison de Hanovre, famille d'appartenance du roi George IV du Royaume-Uni, alors souverain du Canada ; ce qui valut à la ville son surnom de « cité royale ».

## Géographie
Guelph est située à environ 100 km à l'ouest de Toronto, à l'intersection des autoroutes provinciales ontariennes 6 et 7. C'est le siège du Comté de Wellington, mais la ville est politiquement indépendante. Avant la colonisation, la région a été considérée par les communautés autochtones comme une zone neutre. Lors des dates sélectionnées, des membres de ces communautés se réunirait pour échanger des biens au bord de la rivière Speed.

## Histoire

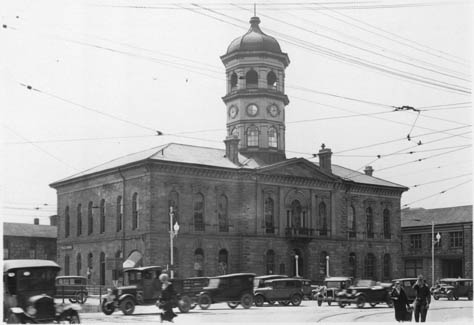
Hôtel de ville de Guelph en 1920

La ville fut fondée le 23 avril 1827 et fut sélectionnée pour être le quartier général de la Compagnie du Canada, une firme de développement britannique, par son superintendant canadien John Galt (également romancier). Ce dernier a dessiné la ville pour qu'elle ressemble à un centre-ville européen.
Cependant, Galt dut attendre que la voie ferrée du Grand Tronc rejoigne la ville de Toronto en 1856 pour que son plan grandiose se trouve pleinement réalisé. 
La municipalité devint officiellement ville en 1879.

## Démographie
| 2001    | 2006    | 2011    | 2016    |
| ------- | ------- | ------- | ------- |
| 106 170 | 114 943 | 121 688 | 131 794 |

## Éducation
L'Université de Guelph est l'une des universités complètes du Canada. Elle est connue pour son programme sur les sciences de la vie telles que l'agriculture et les sciences de l'alimentation. Le collège de Conestoga a un petit campus dans Guelph. Il s'agit de la meilleure université complète du Canada d'après le magazine de Maclean.

## Transports

### Autobus
- Guelph Transit : fournit le transport local autour de la ville. Sauf quelque itinéraires, la fréquence des autobus est à la demi-heure.
- Greyhound : fournit le service quotidien vers Toronto, Kitchener et Owen Sound.
- Coach Canada : fournit le service quotidien vers Hamilton et Niagara Falls.
- L-Bus : fournit le service entre Huntsville, Muskoka, et Goldberg.

### Rail
Trains de Via: Voie Sarnia - Toronto (Station "Union")

### Routes
- Route 401 vers Toronto et London
- Route 7 vers Kitchener
- Route 6 vers Hamilton et Owen Sound

## Attractions
Guelph est célèbre pour ses attractions naturelles ainsi que ses bâtiments historiques de pierre de chaux situés dans son centre-ville.

### Achats
- Guelph centre-ville
- Mall Stone-Road : Le plus grand centre commercial de Guelph est situé près des rues Stone et Kortright.

Mail Stone-Road

### Attractions culturelles
- Hôtel de ville
- École secondaire College Heights
- Basilique Notre-Dame-Immaculée de Guelph
- Musée d'art "MS"
- L'autoroute Hanlon-Expressway
- La brasserie Sleeman
- La brasserie Wellington
- Le sanitarium "Homewood"
- La brasserie F&M
- Musée civique de Guelph
- Chambre de McCrae : Guelph est le lieu de naissance de John McCrae et sa maison est un musée.
- Rue Old Québec et le mail Old Québec
- Le voisinage italien "The Ward"

### Attractions extérieures
- Lac Guelph
- L'arboretum de Université de Guelph
- Parc Riverside
- L'autoroute 401
- Parc de conservation « Hanlon Creek »

## Sports
Au hockey junior, y évoluent le Storm de Guelph, vainqueur de la OHL (Ontario Hockey League) en 2019.

## Personnalités liées à Guelph

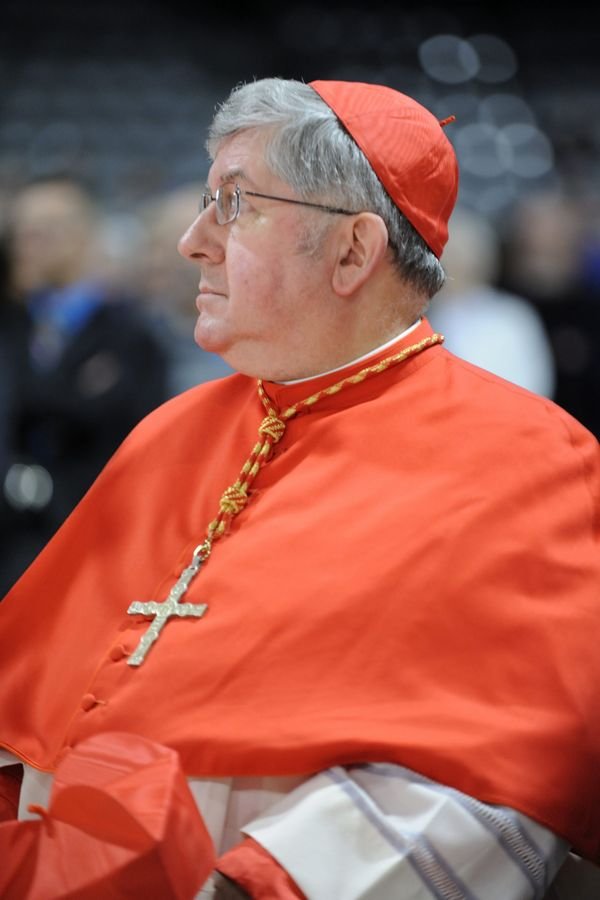
Le cardinal Thomas Christopher Collins, archevêque de Toronto

- George Alexander Drew (premier ministre de l'Ontario)
- Neve Campbell, actrice, née dans la commune
- Thomas Christopher Collins, cardinal de l'Église catholique, archevêque de Toronto depuis 2006, né à Guelph en 1947
- Andrea Lindsay, auteure-compositrice-interprète